# Double Oak
Double Oak – miasto w Stanach Zjednoczonych, w stanie Teksas, w hrabstwie Denton.